# Ralph Samuelson
Pour les articles homonymes, voir Samuelson.
Ralph Samuelson, né le 3 juillet 1903 à Lake City (Minnesota), mort le 28 août 1977, est l'inventeur du ski nautique, qu'il a pratiqué pour la première fois en 1922 à Lake City, juste avant son 19e anniversaire.
Samuelson était déjà doué pour l'aquaplaning (se tenir debout sur une planche tout en étant tiré par un bateau à moteur), mais il espérait créer quelque chose qui ressemble au ski sur l'eau. Le lac Pepin, une large portion du fleuve Mississippi entre le Minnesota et le Wisconsin, était le lieu de ses expériences.

## Brevet
Samuelson n'a pas déposé de brevet pour son invention, et son idée n'a pas été diffusée à temps pour éviter que le brevet U.S. Patent 1,559,390 ne soit déposé le 27 octobre 1925 par l'inventeur Fred Waller de Huntington, New York.

## Saut à ski
Il attira une grande attention locale en juillet 1925, quand il réalisa le premier saut à ski sur l'eau. Il tomba à plat lors de sa première tentative, mais eut l'idée d'enduire le tremplin avec du saindoux, et réussit la seconde tentative. Cette même année, le 27 août 1925, il devint le premier skieur de vitesse à filer sur l'eau à 130 km/h, tiré par un hydravion Curtiss qui volait juste au-dessus des vagues.